# Гарсия Лопес, Хуан Диего
Хуан Диего Гарсия Лопес (исп. Juan Diego García López; род. 18 ноября 2002 года, Кульякан, Синалоа, Мексика) — мексиканский тхэквондист-паралимпиец. Чемпион летних Паралимпийских игр 2020 в Токио, бронзовый призёр летних Паралимпийских игр 2024 в Париже.

## Биография

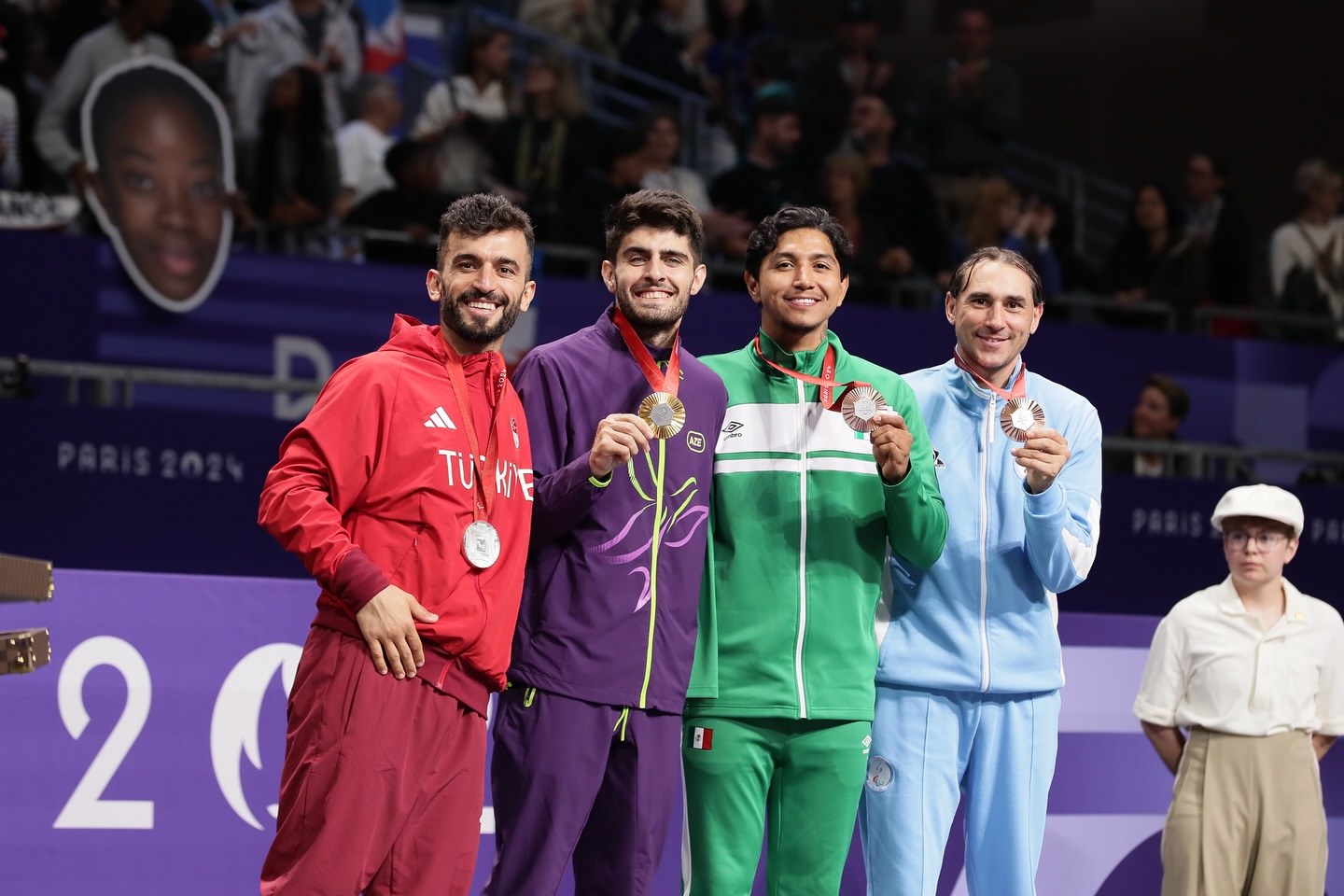
Хуан Диего Гарсия Лопес (третий слева) на церемонии награждения Паралимпиады-2024 в Париже

Начал заниматься тхэквондо в возрасте 5 лет, с 2016 года стал принимать участие в соревнованиях по паратхэквондо. Завоевал «золото» на чемпионате мира в 2019 году в Анталье и «серебро» на чемпионате мира 2021 года в Стамбуле.
3 сентября 2021 года принял участие на летних Паралимпийских играх 2020 в Токио в весовой категории до 75 кг и завоевал золотую медаль. В четвертьфинале победил азербайджанца Абульфаза Абузарли, в полуфинале — россиянина Магомедзагира Исалдибирова, в финале — иранца Мехди Пуррахнамаахмадгураби.
30 августа 2024 года на летних Паралимпийских играх 2024 в Париже соревновался в весовой категории до 70 кг. В 1/8 финала победил спортсмена из Папуа — Новой Гвинеи Хереа Лои, в четвертьфинале проиграл узбеку Жавохиру Аликулову. В утешительном полуфинале победил кубинца Мичеля Эрнесто Суареса Уолкера, а в матче за бронзовую медаль — японца Сюнсукэ Кудо.